# 瞪羚 (加利福尼亞州)
瞪羚（英語：Gazelle）是位於美國加利福尼亞州錫斯基尤縣的一個人口普查指定地區。

## 地理
瞪羚的座標為41°31′18″N 122°31′15″W / 41.52167°N 122.52083°W，而該地最高點為海拔高度844米（即2769英尺）。

## 人口
根據2010年美國人口普查的數據，瞪羚的面積為1.505平方千米，當中陸地面積為1.503平方千米，而水域面積為0.002平方千米。當地共有人口70人，而人口密度為每平方千米46人。